# إضراب الحرير باترسون 1913
كان إضراب الحرير في باترسون عام 1913 حيث توقف عمال مصانع الحرير عن العمل في مدينة باترسون  بولاية نيوجيرسي الأمريكية، وتضمن الإضراب مطالبات بتحديد العمل ثمان ساعات في اليوم وتحسين ظروف العمل. بدأ الإضراب في فبراير 1913 وانتهى بعد خمسة أشهر في 28 يوليو. خلال الإضراب، تم اعتقال ما يقارب 1850 مضربا من بينهم قادة منظمة العمال الصناعيين في العالم ويليام دودلي هايوود واليزابيث غورلي فلين.

## الخلفية
كان إضراب باترسون جزءا من سلسلة من الإضرابات الصناعية في صناعة الملابس والمنسوجات في الشرق الأمريكي من عام 1909 إلى عام 1913. كانوا المشاركين في هذه الإضرابات إلى حد كبير من عمال المصانع المهاجرين من جنوب وشرق أوروبا. سببت كلا من  الإنقسام الطبقي، والعرق، والجنس، والخبرة في التصنيع النزاعات الداخلية بين أطراف المضربين مما أدى إلى تشكيك العديد من المفكرين الإصلاحيين في الشمال الشرقي بفاعليتها. لقد حدثت نقطة التحول الرئيسية في الحركة العمالية عام 1912 خلال إضراب مدينة لورانس للمنسوجات في ولاية ماساتشوسيتس الأمريكية، عندما تمكن العمال بنجاح بالضغط على أصحاب المصانع لرفع الأجور، الأمر الذي أظهر الدعم لاحقا من الجماعات ذات الفكر اليساري. لقد ساعد الإضراب الناجح بجذب اهتمام الأوساط الفكرية في الحركات العمالية في مدينة باترسون وأعطى منظمي النقابات الثقة في تحسين ظروف العمل والأجور لنساجين الحرير في باترسون.
تأهب مضربون باترسون بعد سنوات من انخفاض الأجور، واستمرار ظروف العمل السيئة وساعات العمل الطويلة. كما أن تزايد عدد النساء والأطفال في عرض اليد العاملة  بسبب تغيير العادات الاجتماعية وتحسين الصحة من خلال التقدم التكنولوجي أدى إلى توفير عمالة أرخص لأصحاب المصانع وتقليص الطلب على العمال الذكور الأكثر تكلفة وذلك بتخفيض أجورهم. بالإضافة إلى ذلك، أدى التقدم التكنولوجي في إنتاج الحرير إلى تقليل الطلب على العمالة في مصانع الحرير في باترسون. سمحت التكنولوجيا الجديدة في مصانع الحرير في بنسلفانيا ورود آيلاند وماساتشوستس للنساجين بتشغيل عدة مناسج في ذات الوقت، منافسة المحلات الصغرى في نيوجيرسي التي تصنع الحرير بكفاءة أقل وتكلفة أعلى بكثير. واستجابة لهذه المصانع الضخمة التي تستخدم أنظمة نسج متعددة ومن أجل الاستمرارية في العمل للمدى البعيد، كان على مصانع نيوجيرسي أن تعتمد على تكنولوجيا ذو كفاءة أكثر، وحارب النساجون أصحاب المهارة العالية كالعاملين في محلات الأشرطة  أنظمة النسج المتعددة. كما أن انخفاض كثافة اليد العاملة في صناعة الحرير الجديدة تعني أنه سيتم إلحاق الضرر بالنساجين ذوي المهارات المنخفضة بسبب التغيرات التي طرأت على الصناعة. أراد جميع النساجون أيضا بتقليل أيام العمل وتحديد حد أدنى معين للأجور.

## الإضراب
كانت منظمة العمال الصناعيين في العالم هي العامل الخارجي الرئيسي وراء كل من إضراب لورانس للمنسوجات وإضراب باترسون للحرير. وفي 25 من فبراير عام 1913، اليوم الأول من الإضراب، اعتقلت القائدة النسوية البارزة لمنظمة العمال الصناعيين في العالم، إليزابيث غورلي فلين، بعد إلقاء محاضرة حول توحيد المضربين عبر الحدود العرقية. لقد اتهمتها السلطات هي وزملائها بالتحريض على العنف من خلال الخطاب المتطرف. وقبل لجنة مجلس الشيوخ للعلاقات الصناعية، أيد قائد الشرطة أندروج. مكبرايد  هذه الاتهامات مدعيا بأن الجو الثوري بين مصانع النسيج كان سببه ويمكن نسبه إلى منظمة العمال الصناعيين في العالم. وفي ذلك الوقت، كان عمدة باترسون، الدكتور أندروف. مكبرايد، يؤيد أيضا أن فكرة الإضرابات هي في الأساس نتيجة دعاية لمنظمة العمال الصناعيين في العالم. وبغض النظر عن ذلك، تم تنفيذ الإضرابات لأشهر حتى بعد اعتقال قادة المنظمة لتبديد فكرة أن العمال كانوا يحرضوا من قبل الدخلاء.
وكانت شكوك المدينة بأن منظمة العمال الصناعيين في العالم المسؤولة عن تكتيكات الاحتاج الراديكالي التي كانت في صراع مباشر مع فلسفة المنظمة. وقد شجع قادة العمال داخل المنظمة الحشود الشعبية وسمحوا للمضربين حرية اختيار نشاطهم الحركي. وقد ساعد ويليام د. هايوود، العضو المؤسس لمنظمة العمال الصناعيين في العالم، مضربين باترسون في إنشاء لجنة إضراب منظمة ديموقراطيا تمثل جميع جنسيات العمال ولا تخضع لإشراف مجموعات العمل أكثر تحفظا ومركزية، وتميز إضراب باترسون بسبب هذه اللامركزية.
لقد استبق إضراب باترسون عام 1913 بناء مصنع حديث شركة دوهتري للحرير في كلفتون، نيوجيرسي عام 1911. أن نظام متعدد النسج في هذا المصنع زعج العمال خشية من التحول الحتمي لجميع مصانع باترسون وما يلحقه من خسارة للوظائف. وردا على ذلك، قام ستين نساجا بالإضراب بدأ بسلسلة من اجتماعات النقابة مع وكالات الأعمال للتفاوض بشأن أجور عمال الحرير في باترسون. وفي العام التالي، شكل إدوارد كويتجن عصبة الثماني ساعات في باترسون مناصرا لفكرة يوم عمل لثماني ساعات، ناثرا البذور النهائية لإضراب 1913.
بمساعدة منظمة العمال الصناعيين في العالم، استطاع عمال الحرير في باترسون  بعمل  إضراب عام من خلال استقطاب الآلاف من العمال. بعد إسبوعين من الإضراب، اتحد جميع النساجين لوضع قائمة بالمطالب موجهة لمالكي المصانع وأصحاب العمل، والتي تتراوح من قيود العمر الأدنى للعمل إلى حماية  الأطفال وإلى إلغاء نظام النسج المتعددة لضمان فرص العمل. أصبح من الواضح أن للمتظاهرين أدوار مختلفة بناء على الوظيفة  المضربين ضدها. كان نساجوا الأشرطة ماهرين ولديهم صراعات نضالية سابقة، حيث ساعدوا في تعليم المضربين حقوقهم. وكانوا أيضا من أنصار رفع الأجور حيث كانوا يعتقدون نظرا لكونهم أكثر إنتاجية مع إدخال المناسج، بالتالي إن معدل إنتاجيتهم كان مرتفع أيضا، فيجب أن يتقاضوا أجور أعلى. طالبوا بإلغاء أنظمة ثلاث وأربعة مناسج بشكل كلي من المصانع ويعتقد العمال أن إدخال هذه المصانع كانت تبعد الوظائف عنهم وتخفض أجورهم. إضافة إلى ذلك، كانت للإشتراكية منذ فترة طويلة اعتقادا قويا بأن نساجين الأشرطة تتشابك مباشرة مع أصحاب الرأس المال ورؤساء العمل. تفاقم هذا الاستياء في عام 1913 خلال الإضرابات التي شنها عمال الأشرطة بقيادة المتحدث باسمهم آنذاك، لويس ماغنيت، ورد المصنعون ببيان من سبعة أجزاء منتقدين فيه الجدوى الاقتصادية لهذه المطالب بين مخاوف أخرى.
انتهى الإضراب بالفشل في 28 يوليو 1913، ويذكر العلماء سبب مهم وراء هذا الفشل باعتبار تكيّف باترسون الضروري للآلات الجديدة والاقتصاديات الجديدة لصناعة الحرير. لن يخضع المصنعون لمطالب المضربين لأنهم ببساطة لا يستطيعون ذلك، وبدون إنتاج السلع بأسعار تنافسية من خلال الآلات الجديدة والعمالة الرخيصة، لكانت الشركات في بنسالفانيا قد أوقف عملها.